# فالة
الفالة هي آلة تشبه الرمح يتسنن في رأسها خمس أو سبعة نبال، تستخدم لصيد الحيوانات خاصة الأسماك، تصنع في جنوب العراق وتشتهر في مناطق الأهوار وتعد من الرموز التراثية لديهم لقدم فكرتها واستعمالها، وكذلك اشتهر استخدامها في الثورة ضد الإنجليز المستعمرين للعراق مطلع القرن العشرين مع آلة أخرى شبيهة لها وهي المقوار، لذا سميت ثورة العشرين بثورة الفالة والمقوار.

## في التاريخ
كشفت الحفريات آثارًا منقوش عليها صورة الإله اليوناني بوسيدون حاملًا بيده آلتة تشبه الفالة العراقية، وهو ما أثار رأي الآثاريين حول أصول رب البحار والزلازل والعواصف والخيول اليوناني (بوسيدون).
كذلك توجد آثار بابلية تظهر فيها آلة الفالة بجانب الإله أبسو، ويعتقد العلماء أن هناك رابطًا مشتركًا حول الإلاهين اليوناني بوسيدون والبابلي أبسو حيث أن الأثنين ذا لفظ متشابه ومعنى واحد.
لكن على الأرجح أن الآثار التي وجدت عليها نقش الفالة هي مجرد أرماح عادية مسننة الرؤوس، لأن ليس كل رمح له عدة رؤوس يعتبر فالة، فللفالة شكلها وثقافتها واستعمالها الخاص يميزها عن باقي الآلات والأسلحة.

## من الأهازيج فيها
من الهوسات التي ذكر فيها اسم الفالة: